# Tekos
Tekos (del ruso: Те́кос) es un seló del ókrug urbano de Gelendzhik del krai de Krasnodar, en el sur de Rusia. Está situado a orillas del río Tekos, afluente del Vulan, a los pies de los montes Kruglaya (523 m) y Golubaya (546 m), 36 km al sureste de Gelendzhik y 81 km al sur de Krasnodar. Tenía 1 060 habitantes en 2010.
Pertenece al municipio Arjipo-Ósipovski.

## Historia
La población aparece por primera vez dentro del territorio del ókrug de Tuapsé de la gubernia de Chernomore en 1896. En 1905 contaba con catorce hogares de campesinos checos. En 1923 figuraba como parte del volost de Dzhubga del ókrug del Mar Negro del óblast de Kubán-Mar Negro. Desde 1925 fue parte del raión de Gelendzhik del krai del Cáucaso Norte y más tarde del krai de Krasnodar. Entre 1962 y 1965 este raión fue anulado. En 1995, Mijaíl Shchetinin creó en la localidad una escuela para niños especialmente dotados.

## Transporte
Por la localidad pasan las carreteras federales M4 Don y M27, que comparten calzada en este tramo.